# Suzanne Military Cemetery n°3
Le Suzanne Military Cemetery n°3  (Cimetière militaire n°3 de Suzanne  ) est un cimetière militaire de la Première Guerre mondiale, situé sur le territoire de la commune de Suzanne, dans le département de la Somme, au nord-est d'Amiens.

## Localisation
Ce cimetière est situé à environ 1,5 km au nord-est du village sur la D 197 en direction de Maricourt. Situé à une cinquantaine de mètres de la chaussée, on y accède par un petit sentier engazonné.

## Histoire

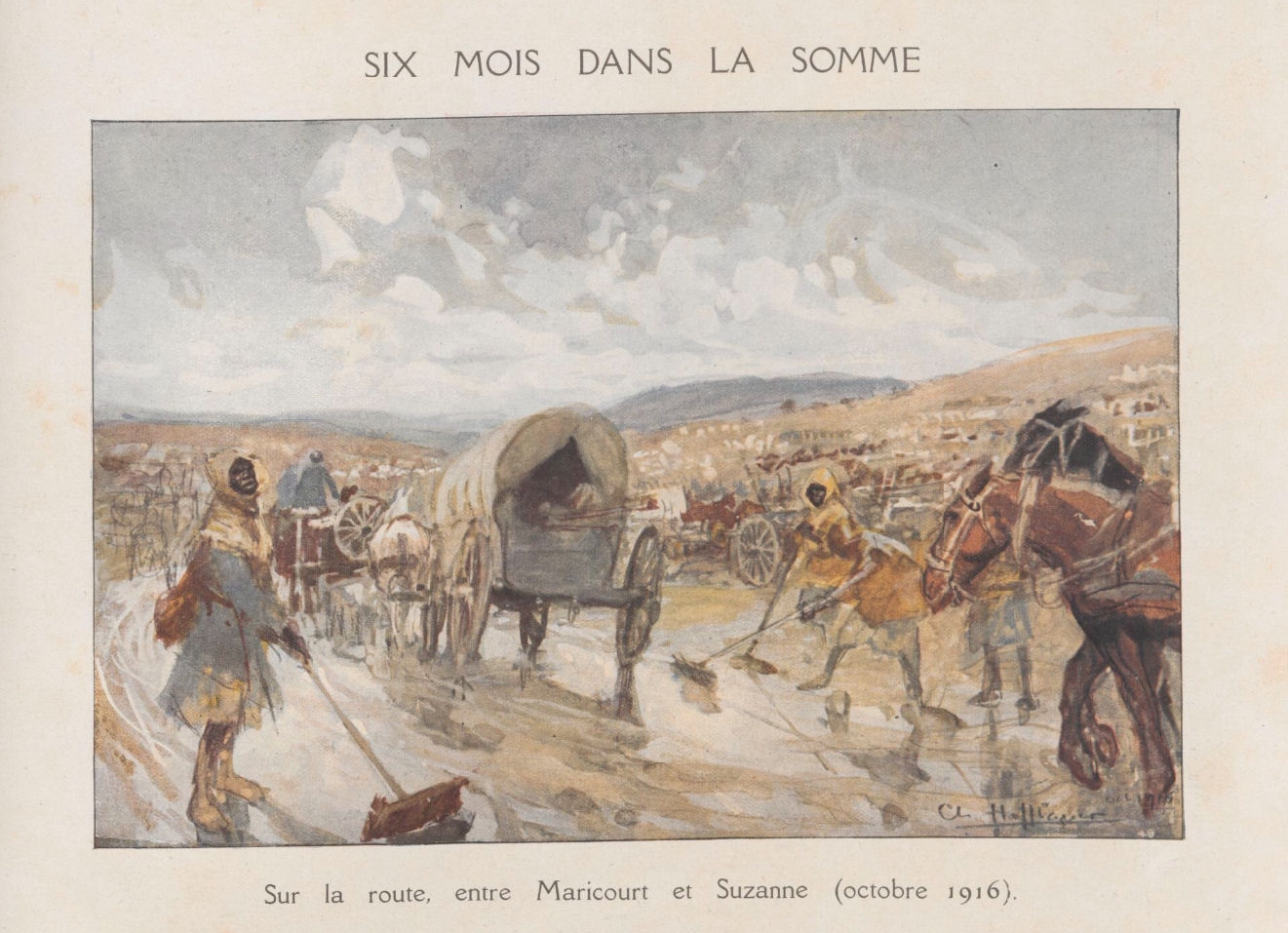
Sur la route en Suzanne et Maricourt en 1916.

Occupé par les Allemands dès le début de la guerre, fin août 1914, le village de Suzanne sera repris par les troupes britanniques à l'été 1915, perdu de nouveau en mars 1918 et repris définitivement par la 3è division australienne le 26 août suivant.
Le cimetière militaire de Suzanne n° 3 était à l'origine un cimetière français (cimetière mixte n° 3 de Suzanne) ; mais après l'armistice, les tombes britanniques y ont été concentrées depuis les cimetières provisoires des environs. Les tombes françaises seront transférées au cimetière français de Bray-sur-Somme.
Il y a maintenant 139 sépultures du Commonwealth de la guerre de 1914-18 ici. Parmi ceux-ci, 42 sont non identifiés. Il y a aussi une tombe d'un soldat allemand.

## Caractéristique
Ce cimetière a un plan rectangulaire 30 m sur 20 .

Il est entouré d'un muret de moellons.

## Sépultures
| Pays        | Sépultures |
| ----------- | ---------- |
| Royaume-Uni | 102        |
| Australie   | 28         |
| Canada      | 8          |
| Allemagne   | 1          |
| Total       | 139        |

## Galerie

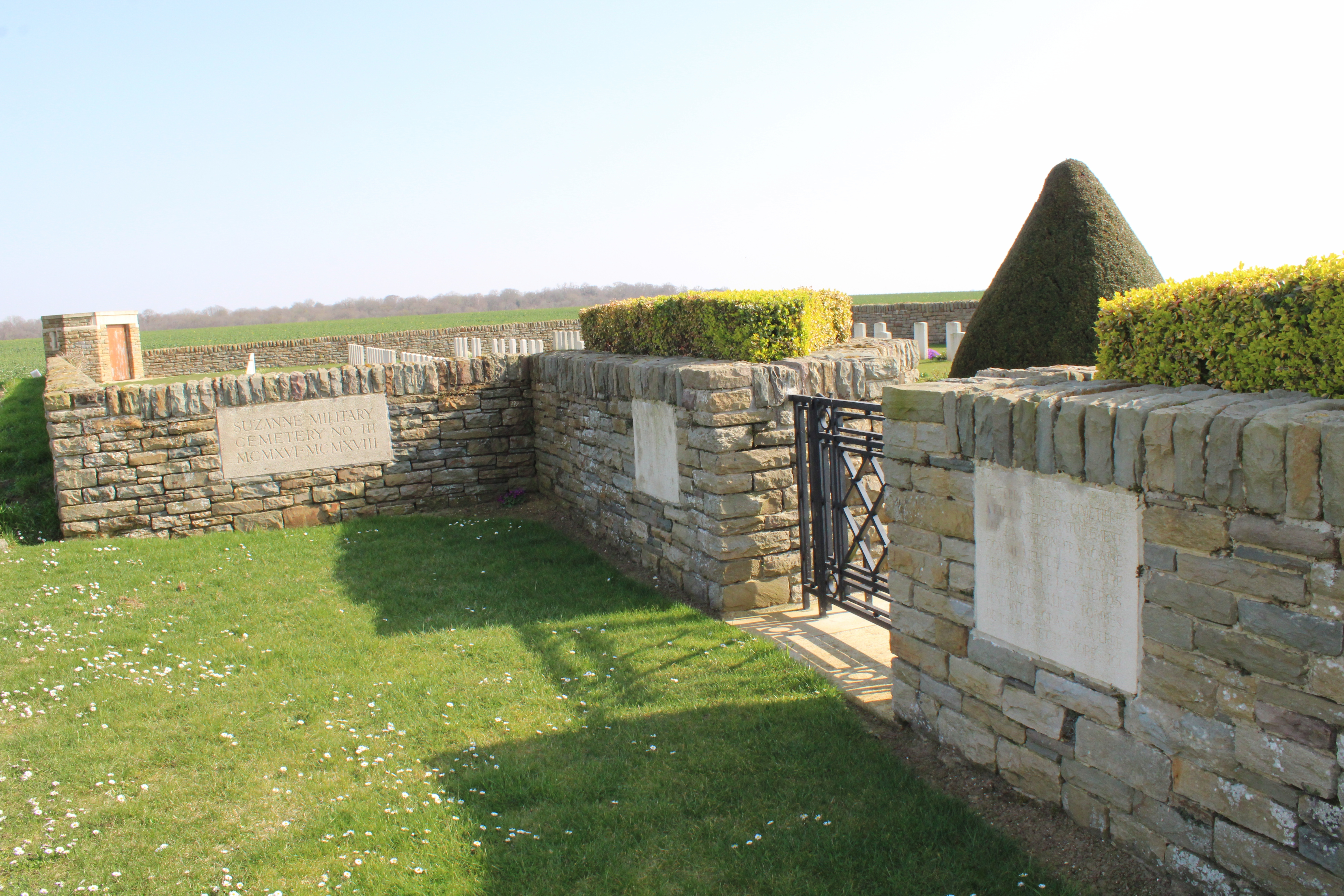
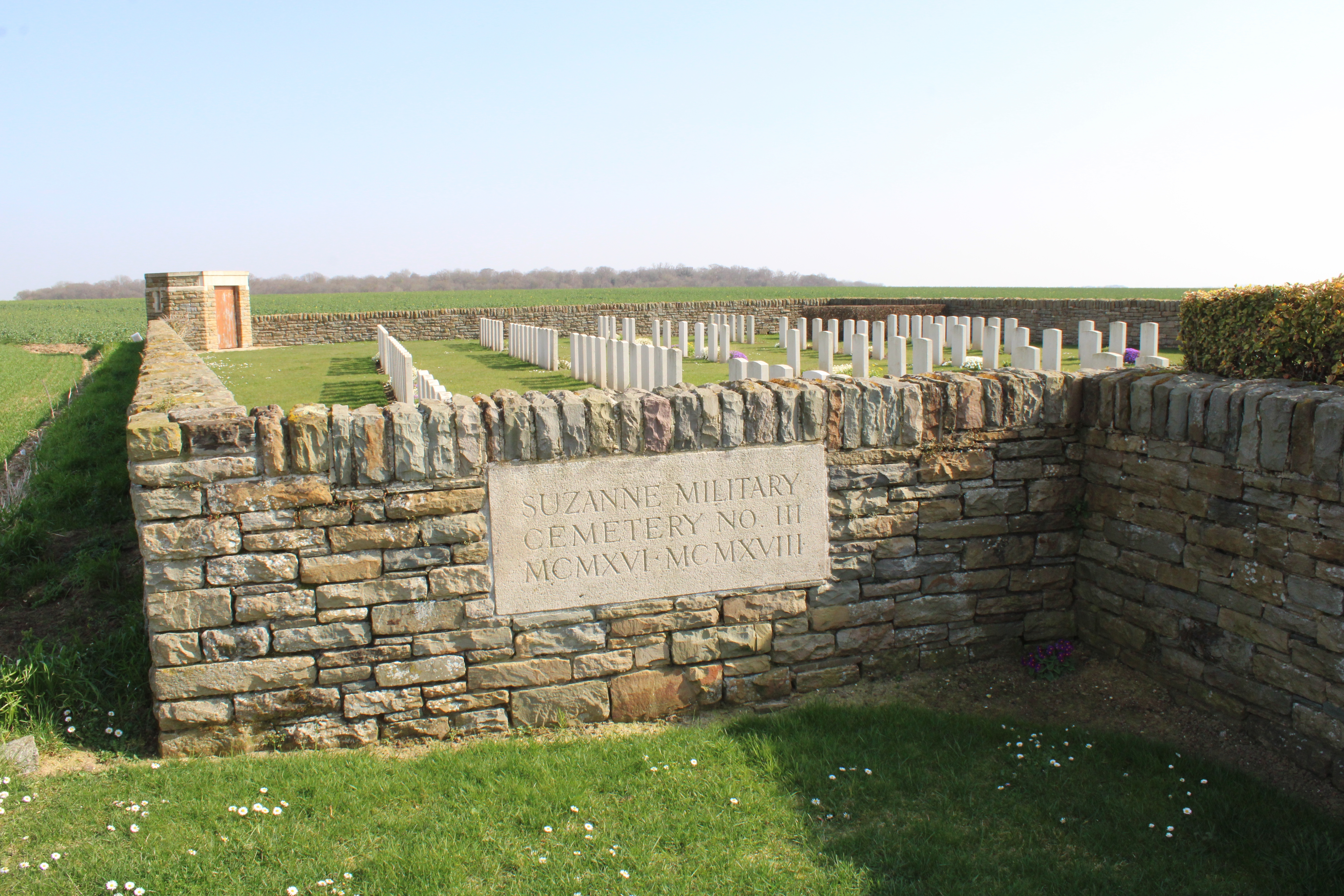
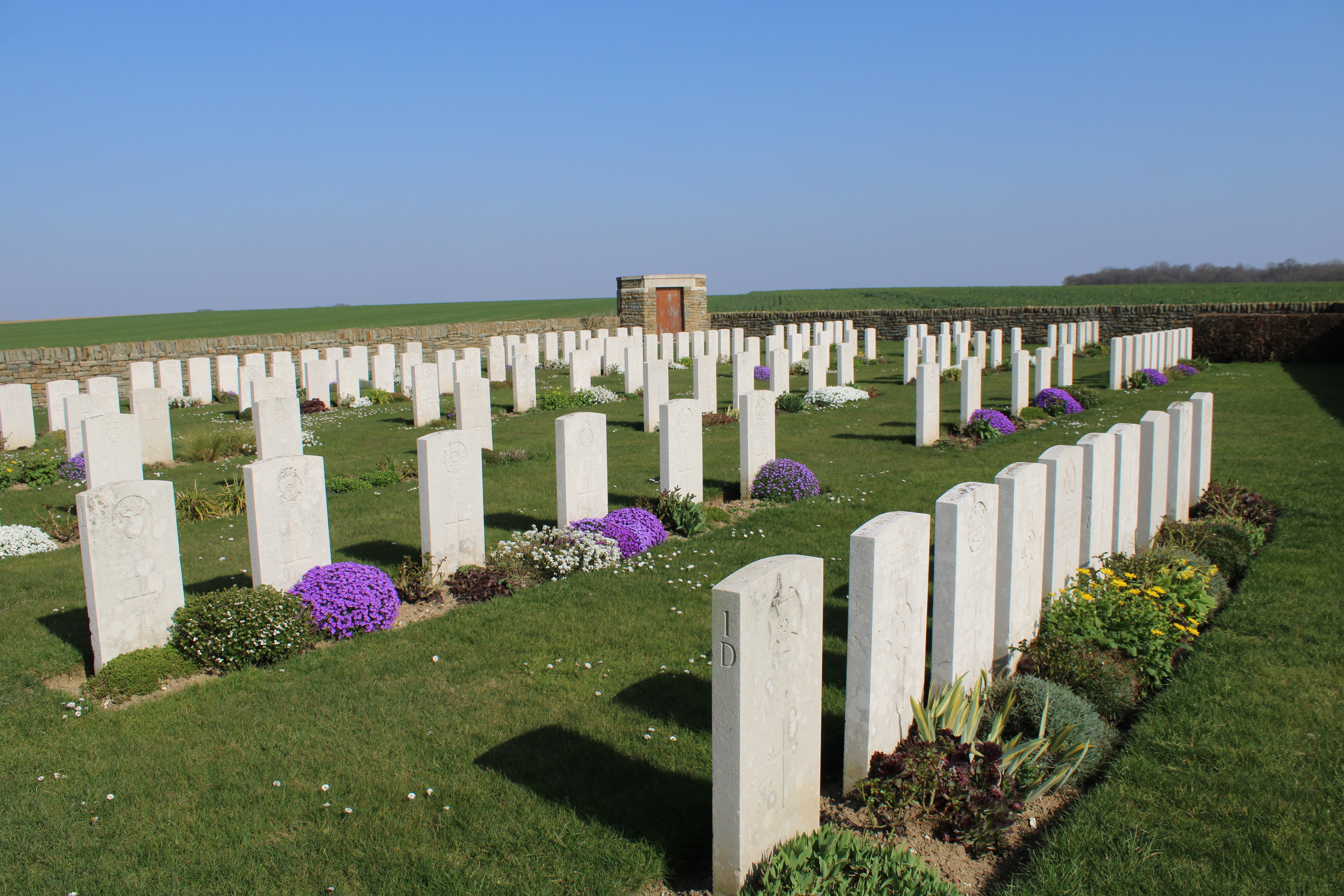
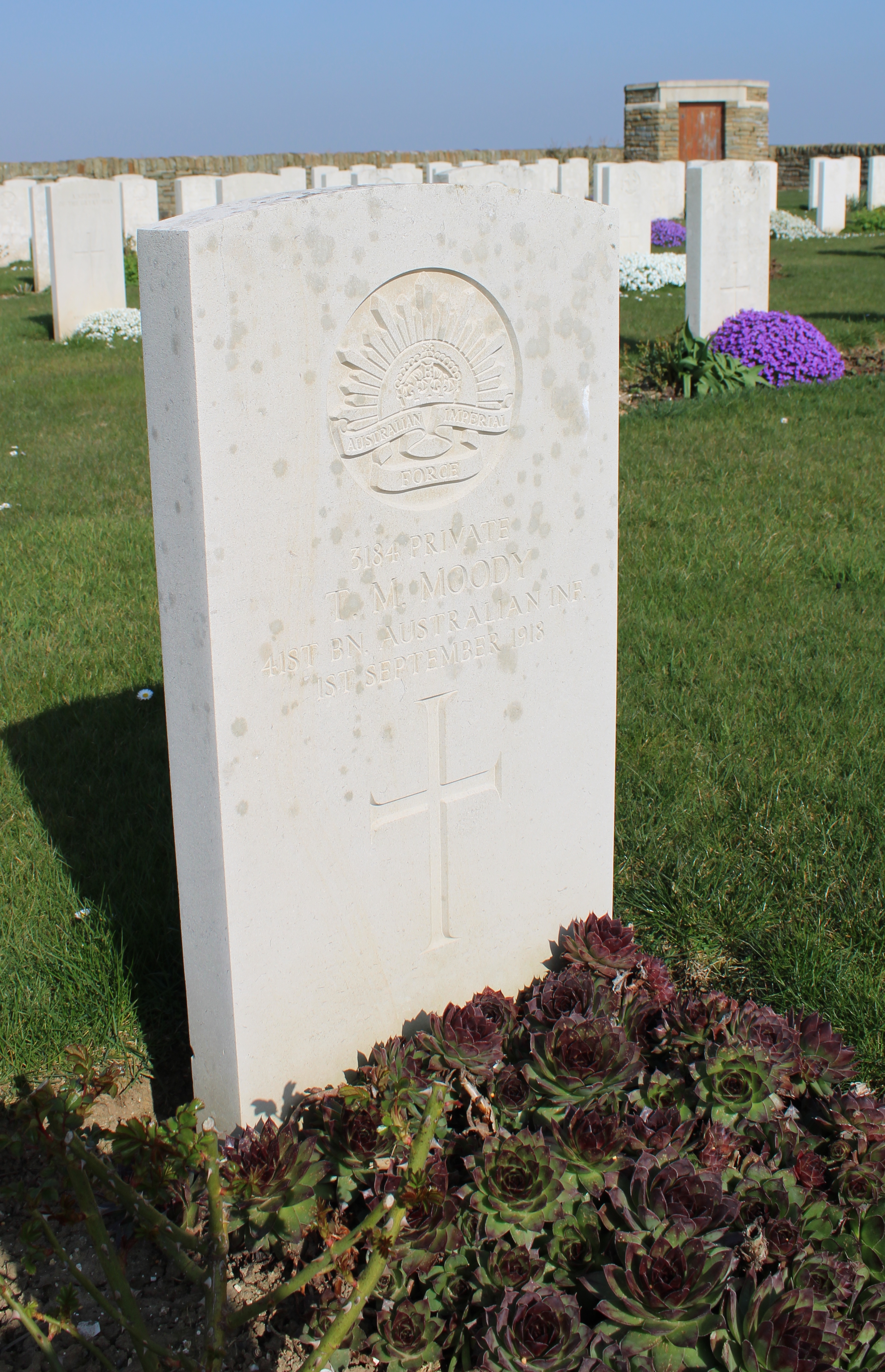
Tombe d'un soldat australien du 4è bataillon.
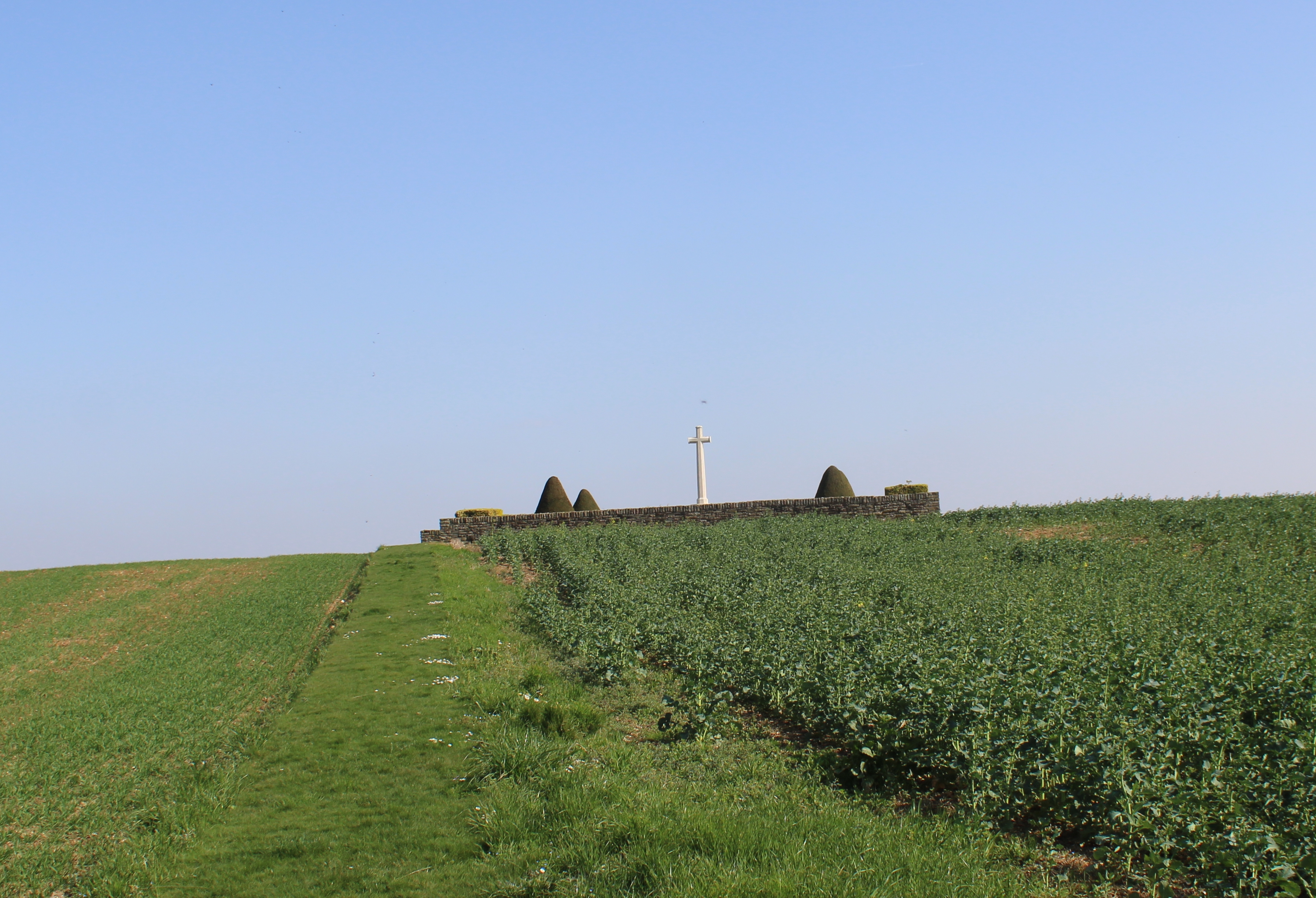